# Incident de Chichibu
Rébellions de l'ère Meiji
Batailles
Rébellion Shinpūren
Rébellion d'Akizuki
Rébellion de Hagi
Rébellion de Satsuma
- Kumamoto
- Tabaruzaka
- Shiroyama

Incident de Chichibu
L'incident de Chichibu (秩父事件, Chichibu jiken) est une importante révolte paysanne qui éclata au Japon en novembre 1884 à Chichibu près de Tokyo et qui dura environ deux semaines. 
C'est l'une des nombreuses révoltes qui surviennent au Japon à cette époque, provoquées par le changement brutal de la restauration de Meiji en 1868. Celle de Chichibu est particulière pour son étendue et pour l'extrême brutalité de la réponse du gouvernement.

## Contexte
Au moment de la fin du shogunat Tokugawa en 1868 avec la restauration de Meiji, le système agricole était surtout dominé par de grands propriétaires terriens qui louaient de petites parcelles à des fermiers. Le gouvernement de Meiji basa son programme d'industrialisation sur les recettes fiscales des propriétés foncières privées, et la réforme de la taxe foncière de 1873 augmenta le nombre de grands propriétaires terriens car beaucoup de fermiers se virent confisquer leurs terres en raison de leur incapacité à payer les nouvelles taxes.

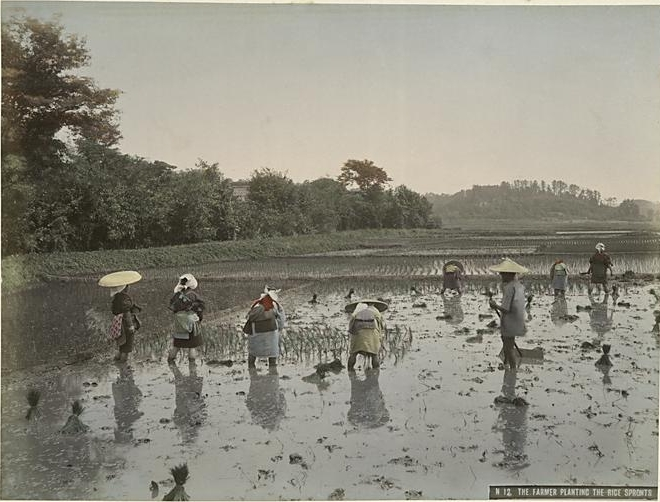
Culture du riz dans les années 1890. Ce genre de scène restera inchangée jusque dans les années 1970 dans certaines parties du Japon.

La situation empira avec la politique fiscale Matsukata déflationniste de 1881-1885 qui déprima sévèrement le prix du riz, conduisit à de nouvelles faillites, et même à de grandes révoltes rurales contre le gouvernement. À la fin de l'ère Meiji, plus de 67 % des familles d'agriculteurs louaient leurs terres, et la production agricole stagnait. Étant donné que les fermiers étaient contraint de remettre la moitié de leur récolte pour payer leur loyer, ils étaient souvent obligés d'envoyer leurs épouses et leurs filles travailler dans des usines textiles ou même de vendre leurs filles en tant que prostituées pour payer les taxes.
La montée du mécontentement chez les fermiers (農民, nōmin) mena à plusieurs révoltes dans des zones rurales appauvries du pays. L'année 1884 compte à elle seule soixante révoltes. La dette totale des agriculteurs de l'époque est estimée aujourd'hui à 200 millions de yens ce qui correspond à 200 milliards de yens de 1985.
Plusieurs de ses révoltes furent organisées et menées par le biais du mouvement pour la liberté et les droits du peuple (自由民権運動, Jiyū Minken Undō), un groupement de plusieurs sociétés et groupes disséminés à travers tout le pays et réunissant les citoyens mécontents du gouvernement de l'époque. Les constitutions occidentales et autres écrits sur la liberté étaient alors largement diffusés au Japon et certains membres du mouvements avaient étudiés en Occident et étaient en mesure de concevoir un nouveau concept démocratique. Plusieurs sociétés du mouvement rédigèrent leur propre constitution et beaucoup considéraient leur travail comme une forme de yonaoshi (世直し, lit. "redressement du monde"). Plusieurs chansons et rumeurs circulant parmi les rebelles citait le parti libéral (自由党, Jiyūtō) comme la solution à leurs problèmes.

## La révolte
Tandis que plusieurs groupes et partis politiques à travers le pays débattent pacifiquement, l'auto-proclamée « armée révolutionnaire » provoque une révolte le 31 octobre 1884 dans le district de Chichibu dans la préfecture de Saitama. L'étincelle de départ est le refus des créanciers d'accorder un delai aux fermiers débiteurs. Les insurgés attaquent un bâtiment du gouvernement et des bureaux de prêts et détruisent les rapports de leurs dettes. 
L'étendue de la révolte varie selon les sources, de 5 000 à 10 000 insurgés. La plupart sont armés d'outils de ferme, de lances en bambou, d'épées, de canons en bois ou de fusils de chasse. Ils occupent des petits villages de montagnes, brandissant des drapeaux et hurlant des slogans, tels que « Nouvelles règles de bienveillance », et transforment le siège du district en « quartier-général de l'armée révolutionnaire ».
Les meneurs adoptent ensuite un nouveau calendrier et émettent des décrets estampillés « Première année de la liberté et de l'autonomie ». Les révolutionnaires se divisent ensuite en plusieurs groupes pour attaquer les fonctionnaires des villages voisins avant de se réunir à nouveau pour marcher sur Tokyo où le mouvement rencontre d'abord une vive résistance.
Le nombre exact de révolutionnaires tués pendant les accrochages avec la police et la récente armée impériale japonaise reste inconnu. Dix jours après la reprise du siège du district, les révolutionnaires se retrouvent tous acculés aux pied des monts Yatsugatake. Près de 3 000 personnes sont alors arrêtées dont 300 condamnés pour actes criminels et les sept meneurs sont condamnés à mort. Cinq d'entre eux sont pendus trois mois plus tard en février 1885
Bien que ce fut la plus importante révolte de l'ère Meiji, ou peut-être à cause de ça, le gouvernement décrira les rebelles comme de simples voyous.

## Postérité
L'incident de Chichibu fut globalement provoqué par une combinaison d'idéologies démocratiques et libérales et des motivations économiques. Bien que l'on a tendance à ne considérer souvent que les raisons économiques, certains universitaires le voient comme un mouvement pour défendre les droits du peuple. Irokawa Daikichi, de l'université d'économie de Tokyo, décrit l'incident avec force détails dans son ouvrage La Culture de l'ère Meiji et affirme qu'il ne s'agissait pas seulement d'un mouvement yonaoshi, ni d'un banal soulèvement de pauvres paysans cherchant à s'absoudre de leurs dettes. Les meneurs du soulèvement, si ce n'est la plupart des insurgés, étaient des penseurs actifs du mouvement pour la liberté et les droits du peuple et cherchaient tout bonnement à contester la légitimité du gouvernement de Meiji. Selon Irokawa, ils étaient guidés par « l'idéologie révolutionnaire du parti libéral ; ils avaient foi en leur capacité à réformer le gouvernement, établir la liberté et se battre pour le peuple ».
Plusieurs décennies plus tard est érigé un monument où aucun nom de rebelles n'est inscrit faute d'autorisation du gouvernement. Le film de 2004 Kusa no Ran, réalisé par Seijirō Kōyama, revient sur l'évènement à l'occasion du 120e anniversaire.